# Coelichneumon albicillus
Coelichneumon albicillus är en stekelart som först beskrevs av Johann Ludwig Christian Gravenhorst 1820.  Coelichneumon albicillus ingår i släktet Coelichneumon och familjen brokparasitsteklar. Inga underarter finns listade i Catalogue of Life.